# Bauk
Un Bauk est une créature légendaire de la mythologie serbe.
Ayant la forme d'un animal, elle est tapie dans des maisons abandonnées ou des lieux obscurs, prête à sauter sur une victime qu'elle dévorera. Mais le Bauk craint la lumière et le bruit.